# Subregiones del Meta

Municipios del Meta

Se conoce con el nombre de subregiones a las subdivisiones territoriales intermedias que conforman el departamento colombiano del Meta. Las actuales seis subregiones fueron creadas para facilitar la administración del departamento; dichas entidades agrupan los 29 municipios del Meta, incluyendo a la capital.
Las subregiones del Meta son agrupaciones de municipios que comparten características condiciones sociales, culturales, económicas y ambientales. Estas particularidades impulsaron a la Asamblea Departamental a aprobar la ordenanza 851 de 2014, por medio de la cual se adoptó la división del territorio metense en subregiones relativamente homogéneas a efectos de planificar su desarrollo y gestionar recursos dirigidos primordialmente a solucionar problemas comunes a los municipios que las integran.

## Lista
Las subregiones del Meta son las siguientes:
| Nombre             | Municipios | Mapa |
| ------------------ | --- | ---- |
| Ariari             | El Castillo • Fuente de Oro • Granada • Lejanías • Puerto Lleras • San Martín de los Llanos • San Juan de Arama |      |
| Alto Ariari        | Acacías • Castilla la Nueva • Cubarral • El Dorado • Guamal • San Carlos de Guaroa                              |      |
| Bajo Ariari        | Mapiripán • Puerto Concordia • Puerto Rico                                                                      |      |
| Capital-Cordillera | Cumaral • El Calvario • Restrepo • San Juanito • Villavicencio                                                  |      |
| La Macarena        | La Macarena • Mesetas • La Uribe • Vista Hermosa                                                                |      |
| Río Meta           | Barranca de Upía • Cabuyaro • Puerto Gaitán • Puerto López                                                      |      |

## Antiguas subregiones

Subregiones del Meta hasta 2014

Entre el año 2005 y el 2014 el departamento del Meta se encontraba dividido de manera no oficial en 4 subregiones, que eran utilizadas por el DANE para llevar a cabo sus actividades de censo y estadística. Dichas subregiones eran:
| Nombre     | Municipios | Mapa |
| ---------- | --- | ---- |
| Ariari     | El Castillo • El Dorado • Fuente de Oro • Granada • La Macarena • La Uribe • Lejanías • Mapiripán • Mesetas • Puerto Concordia • Puerto Lleras • Puerto Rico • San Juan de Arama • Vista Hermosa |      |
| Capital    | Villavicencio |      |
| Piedemonte | Acacías • Castilla la Nueva • Cubarral • Cumaral • El Calvario • Guamal • Restrepo • San Carlos de Guaroa • San Juanito                                                                          |      |
| Río Meta   | Barranca de Upía • Cabuyaro • Puerto Gaitán • Puerto López • San Martín |      |